# 史闕疑
史闕疑（1515年—？），字子慎，號屏城，順天府涿州（今河北省涿州市）人，民籍，明朝政治人物。

## 生平
嘉靖二十五年（1546年）丙午科順天鄉試第六十九名，嘉靖二十六年（1547年）聯捷丁未科會試第二百三十四名，二甲二十四名進士。兵部觀政，次年授任浙江安吉州知州，升户部员外郎，出为山西佥事、陕西参议，官至四川按察司安綿兵備僉事。隆慶四年（1570年）因被御史王廷瞻論其貪縱，樂陵閒住

## 家族
曾祖史敬；祖父史玉；父史書。前母王氏；母崔氏。具庆下。兄闕文。子史衮（生员）、史表（指挥）、史裁。